# 大阪狭山市消防本部
大阪狭山市消防本部（おおさかさやまししょうぼうほんぶ）は、かつて存在した大阪府大阪狭山市の消防部局（消防本部）。管轄区域は大阪狭山市全域であった。

## 概要
- 消防本部：大阪狭山市狭山1-2384-1
- 管内面積：11.86km2
- 職員定数：78人
- 消防署1カ所、出張所1カ所
- 主力機械（2017年4月1日現在）
  - 普通消防ポンプ自動車：3
  - 水槽付消防ポンプ自動車：1
  - はしご付消防自動車：１
  - 高規格救急自動車：3
  - 救助工作車：1
  - 指令車：1
  - 広報車：1
  - 積載車：1

## 沿革
- 1966年7月　狭山町職員による救急奉仕隊が発足し、救急自動車を配備する。
- 1971年4月　狭山町消防団常備部が発足する。
- 1971年10月　屈折はしご付消防自動車を配備する。
- 1972年4月　狭山町消防本部・狭山町消防署を設置する。
- 1973年5月　消防庁舎が竣工する。
- 1978年10月　消防本部に課制を導入する。
- 1979年11月　はしご付消防自動車を配備する。
- 1987年10月　市制施行に伴い、大阪狭山市消防本部・大阪狭山市消防署に改称する。
- 1992年7月　ニュータウン出張所を開設する。
- 1993年10月　救助工作車を配備する。
- 1995年12月　高規格救急自動車を配備する。
- 2005年4月　消防本部・消防署にグループ制を導入する。
- 2021年4月　堺市消防局に消防事務を委託し、解散。

## 組織
- 本部－総務グループ、予防グループ、救急グループ
- 消防署－警防第1グループ、警防第2グループ

## 消防署
| 消防署           | 住所         | 出張所                    |
| ---------------- | ------------ | ------------------------- |
| 大阪狭山市消防署 | 狭山1-2384-1 | ニュータウン：大野台2-1-3 |

## 不祥事・ミス・事故
- 2019年10月21日 - 市消防本部の男性消防隊員（30歳～49歳）5人が、2018年4月と12月のいずれも夜間に和歌山県日高町や御坊市の沿岸でイセエビを密漁し、漁業協同組合の共同漁業権を侵害した漁業法違反の罪に問われた。2019年10月21日、5人が、魚業法違反の罪で、田辺海上保安部から和歌山地方検察庁田辺支部に書類送検された[1]。
- 2020年4月5日 - 4月5日、市消防本部の消防司令 （57歳）が、酒気を帯びた状態で普通乗用自動車を運転、和泉市の路上において、信号柱に接触し、破損させたにもかかわらず、直ちに警察へ申告をしなかった。5月22日、市消防本部は消防司令を停職（6ヵ月）の懲戒処分とした。消防指令は同日付で依願退職[2]。